# Hidden Darts: Special Edition
Hidden Darts: Special Edition – kompilacyjny album amerykańskiego rapera Ghostface Killah, członka grupy Wu-Tang Clan, wydany 13 marca 2007 roku nakładem wytwórni Starks Enterprises. Wydawnictwo zawiera niepublikowane wcześniej utwory, oraz remiksy starych utworów artysty nagranych na przestrzeni lat.

## Lista utworów
1. „Hidden Darts” – 2:51
2. „The Watch” (feat. Raekwon) – 3:04
3. „Belt Holders” (feat. Raekwon) – 2:25
4. „In The Parks” – 0:48
5. „When You Walk” (feat. Method Man, Streetlife) – 4:27
6. „Murda Goons” – 3:07
7. „Odd Couple” (feat. Cappadonna) – 4:07
8. „Good Times” (feat. Raekwon) – 3:14
9. „Cheche La Ghost” – 3:14
10. „Milk Crates” – 0:52
11. „Return Of Theodore Unit” (feat. Wigs, Trife Da God) – 4:11
12. „9 MM” (feat. Wu-Tang Clan) – 4:17
13. „The Sun” (feat. Raekwon, RZA, Slick Rick) – 3:22
14. „Mama” (feat. Keyshia Cole) – 4:35
15. „Love Stories” (feat. Wigs)
16. „Wise” – 4:47
17. „No No No” – 3:11
18. „Black Cream” – 2:23
19. „Drummer” (feat. Method Man, Streetlife) – 2:48
20. „Late Night Arrival” (feat. Wigs, Trife Da God) – 2:18
21. „Paycheck” (feat. Trife Da God) – 3:01
22. „Heard It All Before” – 4:10